# آصلان أصلانوف
آصلان أحمد اوغلو آصلانوف - صحفي قدير، رئيس مجلس إدارة وكالة أنباء أذربيجان الحكومية «أذرتاج». حصل في عام 2000م على لقب «خادم قدير للثقافة»، وفي عام 2005م على وسام «الترقي»، وفي عام 2010م على وسام «خدمة الوطن».
كما تم عام 2011م منحه وسام «الشهرة» تقديرا لجهوده في الحياة الاجتماعية والسياسية بأذربيجان، ووسام «الصداقة» الروسي. وحصل على جائزة «حسن بك زردابي» في مجال الصحافة، وجائزة «القلم الذهبي»، وجائزة «الإعلام الراقي».
تم تعيينه رئيسا لمجلس إدارة وكالة أنباء أذربيجان الرسمية (أذرتاج) بقرار رئاسي أصدره رئيس جمهورية أذربيجان إلهام علييف في 15 مارس عام 2018.

## سيرة
ولد آصلان بن أحمد آصلانوف في عام 1951م بمحافظة جبرائيل بأذربيجان. 
تخرج في كلية الصحافة بجامعة باكو الحكومية عام 1975م. 
واشتغل بمجال الصحافة منذ أكثر من ثلاثين عاما. عمل بصحف محافظات آغجابادي، زرداب، إيميشلي في الفترة بين عامي 1975-1990م،
وبجريدة «الشعب» بداية من ديسمبر/ كانون الأول 1990م 1990 وحتى نوفمبر/ تشرين الثاني 1992م.
ومنذ عام 1992م بدأ العمل في وكالة «أذرتاج» كمراسل، ثم تدرج في الوظائف كنائب لرئيس التحرير، ثم رئيسا للتحرير. 
وعين في عام 1997م نائبا لمدير عام وكالة «أذرتاج» بقرار جمهوري من رئيس جمهورية أذربيجان آنذاك حيدر علييف.
كما عين في أكتوبر/ تشرين الأول عام 2002م مديرا عامًا لوكالة «أذرتاج» بقرار جمهوري أيضا من رئيس جمهورية أذربيجان آنذاك حيدر علييف.
وقد شارك كمراسل خاص لوكالة «أذرتاج» في معظم رحلات الرئيس الأذربيجاني حيدر علييف الخارجية فيما بين 1993-2002م.
وهو عضو في اتحاد الصحفيين الأذربيجانيين منذ عام 1979م.
وانه عضو في مكتب مجمع وكالات أنباء دول آسيا والمحيط الهادي (الأوانا) منذ عام 2007م. 
كما أنه عضو منذ عام 2004م في كل من اللجنة الحكومية للأسرى واللاجئين والمفقودين الأذربيجانيين، ومجلس تنسيق أذربيجانيي العالم منذ عام 2006، ولجنة المصطلحات التابعة لأكاديمية العلوم الوطنية الأذربيجانية منذ عام 2009م، وجمعية الفلسفة الروسية التابعة لأكاديمية العلوم الوطنية الروسية منذ عام 2010م.
يترأس اتحاد وكالات أنباء الدول الناطقة بالتركية منذ عام 2008م
وتولى رئاسة اتحاد وكالات الأنباء الوطنية للدول الأعضاء في منظمة التعاون الاقتصادي لحوض البحر الأسود خلال عامي 2011-2013. 
وانتخب عضو اللجنة الوطنية لجمهورية أذربيجان في اليونسكو بمرسوم رئيس جمهورية أذربيجان بتاريخ 10 مارس 2015م.
بعد المؤتمر الدولي الخامس لوكالات الأنباء والجمعية العمومية السادسة عشرة لمنظمة اتحاد وكالات انباء بلدان آسيا والمحيط الهادئ (اوانا)، المنعقدين في الفترة ما بين 15-18 نوفمبر عام 2016 بباكو برعاية مؤسسة حيدر علييف ووكالة أذرتاج، تولى أصلان أصلانوف رئاسة كلتا المنظمتين. 
انتخب عضوا لدى المجلس التنفيذي لاتحاد وكالات الأنباء للبلدان الأعضاء لمنظمة التعاون الإسلامي عام 2017م. 
وعيّن لمنصب رئيس مجلس إدارة أذرتاج بالمرسوم الصادر في 15 مارس عام 2018م عن الرئيس إلهام علييف. 
انتخب نائبا لرئيس منظمة وكالات أنباء بلدان آسيا والمحيط الهادئ في 8 نوفمبر عام 2019م. 
متزوج وله ابن واحد.

## جوائز
- عام 2000م على لقب «خادم قدير للثقافة»
- عام 2005م على وسام «الترقي»
- عام 2010م على وسام «خدمة الوطن»
- عام 2011م منحه وسام «الشهرة» تقديرا لجهوده في الحياة الاجتماعية والسياسية بأذربيجان
- عام 2011م وسام «الصداقة» الروسي
- جائزة «حسن بك زردابي» في مجال الصحافة، وجائزة «القلم الذهبي»، وجائزة «الإعلام الراقي»
- عام 2013م الميدالية التذكارية الفضية لمساهمة تطوير تكامل الدول الاعضاء لرابطة الدول المستقلة
- عام 2014م الميدالية التذكارية «للذكرى الـ20 لتوركصوي»
- وسام «الذكرى المئوية (1918-2018) لجمهورية أذربيجان الشعبية»
- أوسمة "الذكرى المئوية لكل من وزارتي الخارجية والعدل وجهازي الأمن القومي وحرس الحدود جامعة باكو الحكومية

## مؤلفاته
- "حيدر علييف و"أذرتاج" (2005)،
- و«من» أذرتاج«إلى» أذرتاج«: طريق المشقة والشرف» (2008)، 184 ص
- «أذرتاج في تسعين عاما» (2011)،
- و«مكانة» أذرتاج«في وسائل الإعلام العالمية: تاريخ نشأتها ومراحل تطورها» (2012)، ص224
- الضمان الاعلامي لسياسة الدولة، باكو، 2013، 620 ص.
- صناعة الاخبار: معايير وطرق جديدة. كتاب مدرسي. باكو، «شرق – غرب»، 2016، 200 ص (بالاذربيجانية)
- تحديات الاعلام والعصر. باكو، 2017، 477 ص. (بالاذربيجانية)
- صناعة الاخبار: معايير وطرق جديدة. أنقرة، منشورات بينكو، 2020، 190 ص (بالتركية)